# ヴッパータール
ヴッパータール (Wuppertal ドイツ語発音: [ˈvʊpɐtaːl] ( 音声ファイル)) はドイツ連邦共和国の都市。ノルトライン＝ヴェストファーレン州に属する。ルール地方の工業都市。人口は約36万人。ブッパータール、ウッパータールとも表記する。

## 地勢・産業

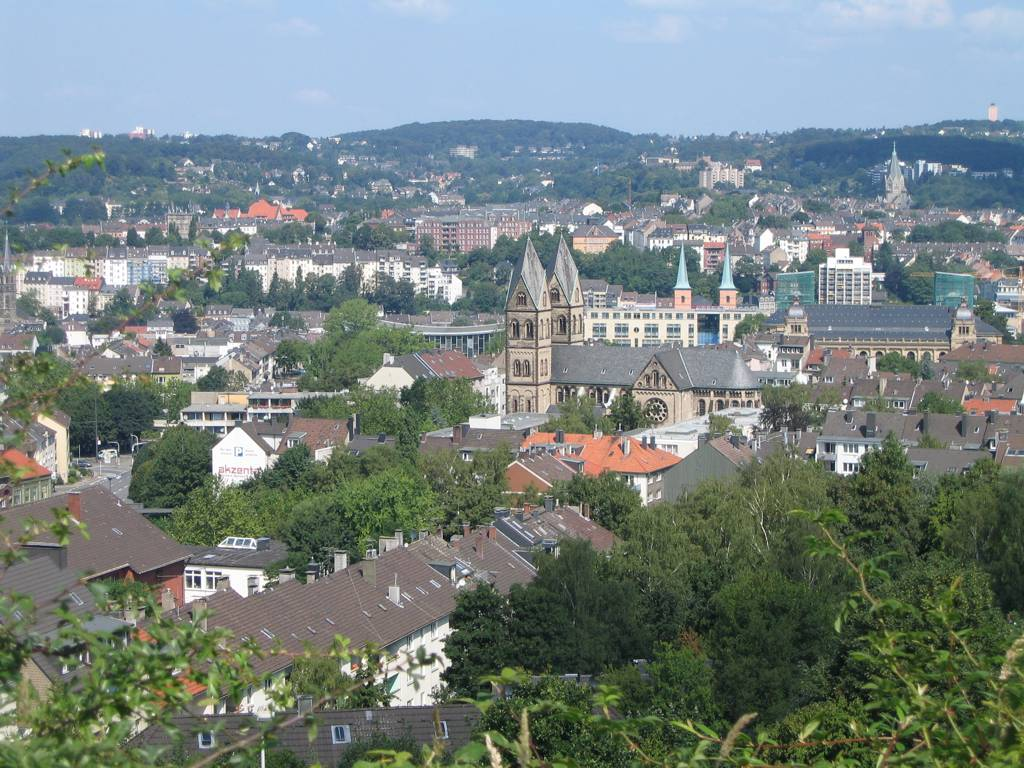
ヴッパータール市街の風景

ライン川の支流、ヴッパー川沿いに位置する工業都市。約20キロ北にボーフム、30キロ西にデュッセルドルフ、30キロ北東にドルトムントが位置している。
1863年、ヴッパータールに化学・製薬会社のバイエルが創設された。20世紀に入り、いくつかの会社と合併してIG・ファルベンとなり、戦後に解体されてバイエルに戻った。現在の本社はレーヴァークーゼンに置かれている。

## 歴史
ドイツ産業革命の中心地であり、紡績産業などが発展した。1929年、バルメン（Barmen）、エルバーフェルト（Elberfeld）、ロンスドルフ（Ronsdorf）、フォーヴィンケル（Vohwinkel）、クローネンベルク（Cronenberg）の各都市が合併してバルメン＝エルバーフェルトとなり、翌年よりヴッパータールと称した。エルバーフェルトは10世紀エルヴァーフェルデ家（Herren von Elverfelde）の水城（Wasserburg）のもとに生まれ、1610年に都市となった。バルメンは1070年にはすでにヴェールデン修道院（Kloster Werden）の所領と記されているが、都市になったのは1808年である。両地域の繊維産業は1806年のナポレオンによる大陸封鎖のために危機に陥り、危機を脱したのはようやく19世紀半ばである。
1839年、カール・グツコー（1811-1878）の雑誌『ドイツ電信』に掲載された、執筆当時19歳のフリードリヒ・エンゲルスによる記事「ヴッパータールからの手紙」（Briefe aus dem Wuppertal）には、当時の工場労働者の劣悪な労働環境と悲惨な衛生状況が告発されている。一方惨状に陥った自然環境の改善を目的に有力者によって1864年「バルメン美化同盟」（Barmer Verschönerungsverein）が結成され、「バルメン公園」（Barmer Anlagen）が順次整備されていった。こうして1926年には神殿のような一大施設バルメン・プラネタリウムが設置された。
日本の、方面委員をへて民生委員につながる社会福祉事業のモデルとなったエルバーフェルト制度は、1852年当時のエルバーフェルト市において実施された。
ヴッパーはこの都市を流れる川、タールは谷を意味する。第二次世界大戦では激しい打撃を受けたが、戦後に復興を果たした。
マックス・ヴェーバーは、資本主義精神の発達を促したカルヴィニズムについて、ドイツではヴッパータールの状況を例として挙げている。

## 交通
ヴッパータール中央駅より、ケルン中央駅へREで約35分。ベルリン中央駅へICEで約4時間20分で運行されている。

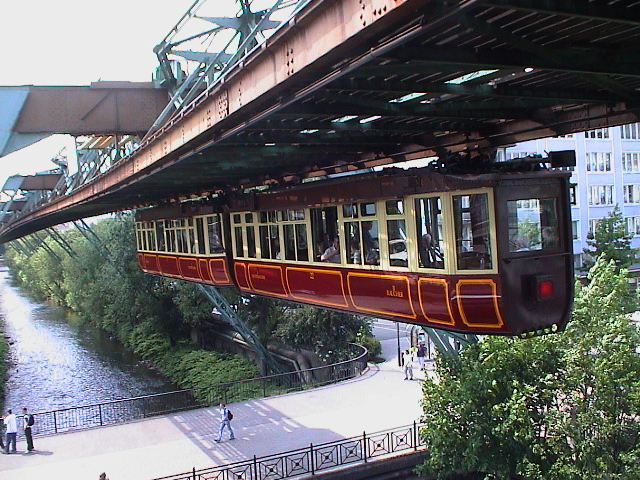
ヴッパータール空中鉄道

ヴッパータールには、現存する世界最古のモノレールであるヴッパータール空中鉄道が運行されている。1901年にバルメン - エルバーフェルト間に開通したもので、区間距離は約14キロ、ヴッパー川上空を走っている。

## スポーツ
ヴッパーターラーSVボルシアが、ヴッパータールを本拠地とするサッカークラブである。

## ゆかりの人物
- フリードリヒ・エンゲルス：ジャーナリスト、カール・マルクスの盟友
- マルティン・ニーメラー：ナチズムに抵抗した神学者
- リヒャルト・ゼール：建築家
- エルゼ・ラスカー＝シューラー：詩人
- ハンス・クナッパーツブッシュ：指揮者
- ルドルフ・カルナップ：哲学者
- ギュンター・ヴァント：指揮者
- ホルスト・シュタイン：指揮者
- ヨハネス・ラウ：ドイツ第8代大統領
- ピナ・バウシュ：舞踏家・振付師
- リヒャルト・スクタ＝パス：サッカー選手
- 上岡敏之：指揮者 - ヴッパータール市音楽総監督。ヴッパータール交響楽団常任指揮者。
- トム・ティクヴァ：映画監督
- タニヤ・シュテーブナー：児童文学作家（小説家）
- グレーテ・スターン：写真家
- エルンスト・ガーデルマン：軍人・軍医
- ヘルマン・ホフマン：イエズス会士・上智大学初代学長
- クリスティアン・リントナー：財務大臣・ドイツ自由民主党党首

## 姉妹都市
| - ベエルシェバ（イスラエル、南部地区） - テンペルホーフ＝シェーネベルク区（ドイツ、ベルリン） - コシツェ（スロバキア、コシツェ県） - レグニツァ（ポーランド、ドルヌィ・シロンスク県） | - マタガルパ（ニカラグア、マタガルパ県） - サン＝テティエンヌ（フランス、オーヴェルニュ＝ローヌ＝アルプ地域圏） - シュヴェリーン（ドイツ、メクレンブルク＝フォアポンメルン州） - サウス・タインサイド（イギリス、イングランド） |